# Jonathan Erlich
Jonathan Erlich (Buenos Aires, 5 de Abril de 1977) é um tenista profissional de Israel.
Jonathan nasceu em Buenos Aires, Argentina, mas com um ano de idade mudou-se para Haifa, aos 19 tornou-se jogador profissional, Erlich já conquistou um Grand Slam, em duplas, foi às quartas-de-finais das Olimpíadas de Atenas em 2004, com seu parceiro de duplas Andy Ram, também possui 13 títulos pelo ATP circuito.

## Conquistas

### Grand Slam finais

#### Duplas: 1 (1–0)
| Posição  | Ano  | Campeonato      | Piso | Parceiro | Oponentes na final            | Placar da final |
| Vencedor | 2008 | Australian Open | Duro | Andy Ram | Arnaud Clément Michaël Llodra | 7–5, 7–6(4)     |

## Doubles

### Vitórias (13)
| Legenda                           |
| Grand Slam (1)                    |
| Tennis Masters Cup                |
| ATP Masters Series (2)            |
| ATP International Series Gold (1) |
| ATP Tour (9)                      |

| N  | Data               | Torneio                    | Piso    | Parceiro   | Oponentes na final                   | Placar da final   |
| 1  | Julho 10, 2000     | Newport, EUA               | Grama   | Harel Levy | Kyle Spencer Mitch Sprengelmeyer     | 7–6(2), 7–5       |
| 2  | Setembro 29, 2003  | Bangkok, Tailândia         | Duro    | Andy Ram   | Jarkko Nieminen Andrew Kratzmann     | 6–3, 7–6(4)       |
| 3  | Outubro 13, 2003   | Lyon, França               | Carpete | Andy Ram   | Nicolas Mahut Julien Benneteau       | 6–1, 6–3          |
| 4  | Outubror 11, 2004  | Lyon, França               | Carpet  | Andy Ram   | Radek Štěpánek Jonas Björkman        | 7–6(2), 6–2       |
| 5  | Fevereiro 25, 2005 | Rotterdam, Holanda         | Duro    | Andy Ram   | Cyril Suk Pavel Vízner               | 6–4, 4–6, 6–3     |
| 6  | Junho 20, 2005     | Nottingham, Inglaterra     | Grama   | Andy Ram   | Simon Aspelin Todd Perry             | 4–6, 6–3, 7–5     |
| 7  | Janeiro 9, 2006    | Adelaide, Australia        | Duro    | Andy Ram   | Paul Hanley Kevin Ullyett            | 7–6(4), 7–6(10)   |
| 8  | Junho 26, 2006     | Nottingham, Inglaterra     | Grama   | Andy Ram   | Igor Kunitsyn Dmitry Tursunov        | 6–3, 6–3          |
| 9  | Agosto 28, 2006    | New Haven, EUA             | Duro    | Andy Ram   | Mariusz Fyrstenberg Marcin Matkowski | 6–3, 6–3          |
| 10 | Outubro 2, 2006    | Bangkok, Tailândia         | Duro    | Andy Ram   | Andy Murray Jamie Murray             | 6–2, 2–6, [10–4]  |
| 11 | Agosto 19, 2007    | Cincinnati, EUA            | Duro    | Andy Ram   | Bob Bryan Mike Bryan                 | 4–6, 6–3, [13–11] |
| 12 | Janeiro 26, 2008   | Australian Open, Australia | Duro    | Andy Ram   | Arnaud Clément Michaël Llodra        | 7–5, 7–6(4)       |
| 13 | Março 21, 2008     | Indian Wells, EUA          | Duro    | Andy Ram   | Daniel Nestor Nenad Zimonjić         | 6–4, 6–4          |

### Runner-ups (12)
| Ano  | Campeonato         | Parceiro | Oponente na final          | Placar da final     |
| 2004 | Chennai, India     | Andy Ram | Rafael Nadal Tommy Robredo | 6–7(3), 6–4, 3–6    |
| 2004 | Rotterdam, Holanda | Andy Ram | Paul Hanley Radek Štěpánek | 7–5, 6–7(5), 5–7    |
| 2005 | Los Angeles, EUA   | Andy Ram | Rick Leach Brian MacPhie   | 3–6, 4–6            |
| 2005 | Toronto, Canada    | Andy Ram | Wayne Black Kevin Ullyett  | 7–6(5), 3–6, 0–6    |
| 2005 | Bangkok, Thailand  | Andy Ram | Paul Hanley Leander Paes   | 6–5(5), 1–6, 2–6    |
| 2005 | Vienna, Austria    | Andy Ram | Mark Knowles Daniel Nestor | 3–5, 4–5(2)         |
| 2006 | Rotterdam, Holanda | Andy Ram | Paul Hanley Kevin Ullyett  | 6–7(4), 6–7(2)      |
| 2006 | Rome AMS, Itália   | Andy Ram | Mark Knowles Daniel Nestor | 4–6, 7–5, [11–13]   |
| 2007 | Las Vegas, EUA     | Andy Ram | Bob Bryan Mike Bryan       | 6–7(6), 2–6         |
| 2007 | Indian Wells AMS   | Andy Ram | Martin Damm Leander Paes   | 4–6, 4–6            |
| 2007 | Washington, U.S.   | Andy Ram | Bob Bryan Mike Bryan       | 6–7(5), 6–3, [7–10] |
| 2008 | Cincinnati, U.S.   | Andy Ram | Bob Bryan Mike Bryan       | 6–4, 6–7(2), [7–10] |